# Abu Hafes ibne Anre
Abu Hafes ibne Anre (em árabe: أبو حفص بن عمرو; romaniz.: Abū Ḥafṣ ibn ʿAmr; lit. "Abu Hafes, filho de Anre"; em grego: Ἀπόχαψ; romaniz.: Apóchaps) foi o último emir árabe de Melitene (Malatya) antes de sua reconquista do Império Bizantino em 934.

## História

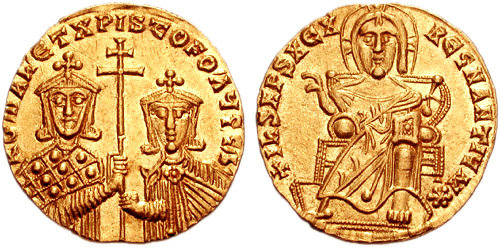
Soldo de r. com o seu filho e coimperador Cristóvão

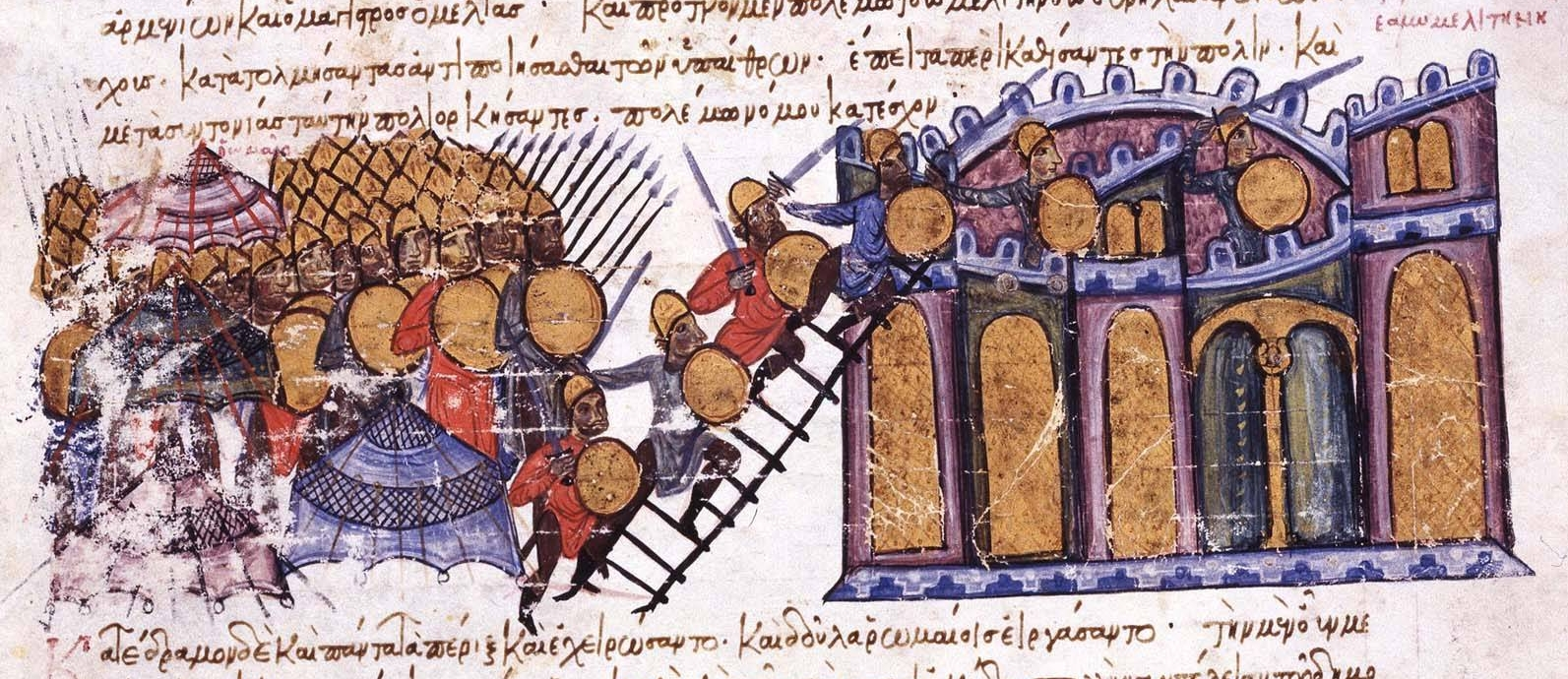
Tomada de Melitene em 934 pelas tropas bizantinas de João Curcuas. Crónica de João Escilitzes (Escilitzes de Madrid)

Abu Hafes foi o neto do famoso emir Ambros (Omar ibne Abedalá Alacta), que foi o governador da cidade de Melitene (Malatya) dos anos 830 até sua morte na batalha de Lalacão em 863. Sob Omar, Melitene foi um dos emirados mais importantes da zona fronteiriça (thughur) entre o Califado Abássida e o Império Bizantino, e Omar foi um dos mais ativos líderes muçulmanos nos raides perenes e contra-ataques que caracterizaram as guerras bizantino-árabes. A derrota desastrosa em Lalacão, contudo, quebrou o poder meliteno, e assinalou o começo dum avanço bizantino gradual nas fronteiras.
Sobre as próximas décadas, os aliados paulicianos do emirado e seu principado em Tefrique foram derrotados e anexados, e um cordão de fortalezas, frequentemente administradas pelos armênios, ocupou a região montanhosa em torno da cidade. De 927 em diante, com suas outras fronteiras asseguradas, os bizantinos, sob a liderança do general João Curcuas, concentraram seus recursos contra os árabes. As primeiras tentativas para capturar Melitene em 927 e 928 falharam, mas as tropas bizantinas, centradas nas fortalezas em torno da cidade, repetidamente devastaram sua zona rural e cortaram-lhe sua assistência.
Abu Hafes foi o emir da cidade durante os ataques de Curcuas. Na primavera/verão de 931, Curcuas lançou outro assalto contra Melitene e sitiou-a. Abu Hafes e o comandante da guarnição, Abu Assalte (Abu as-Salt), entrou em negociações com Curcuas, que enviou-os ao imperador Romano I Lecapeno (r. 920–944) em Constantinopla. O imperador recebeu a embaixada com honras e cortesia, e permitiu ao emir manter sua autonomia em troca de tornar-se um vassalo tributário bizantino e fornecer tropas para marchar ao lado dos bizantinos contra outros principados árabes da região. Abu Hafes morreu logo depois, contudo, e, auxiliado pelas tropas abássidas sob Saíde ibne Hamadã, que entrou na cidade em novembro de 931, os cidadãos de Melitene renunciou a trégua. Curcuas e seu tenente armênio, Melias, recomeçou seus ataques, e a cidade finalmente caiu em 19 de maio de 934. Os habitantes da cidade foram obrigados a converter-se ao cristianismo ou deixar, e Melitene foi anexado ao Império Bizantino. 
A cronologia exata dos eventos é incerta nas fontes; a data de 931 para a primeira submissão de Curcuas da cidade é dado por ibne Alatir, enquanto as crônicas bizantinas são menos precisas. Como resultado, alguns historiadores, como Steven Runciman e Warren Treadgold, colocaram a primeira submissão da cidade após os primeiros ataques em 927/928, e a morte de Abu Hafes igualmente em torno daquela data.